# Evangelina Oriol Pibernat
Evangelina Oriol Pibernat   (Granollers, 2 de novembre de 1947) és una doctora en Ciències Físiques que ha treballat a l'Agència Espacial Europea (ESA), en el grup d'explotació de satèl·lits de teledetecció, ocupant-se de projectes com el tractament, l'arxiu i les aplicacions meteooceanogràfiques de les dades dels satèl·lits de teledetecció ERS.

## Biografia
Va nàixer a Granollers  (Vallés Oriental) el 2 de novembre 1947. El seu pare era enginyer tèxtil nascut al Paraguai de pare català i van anar a Santa Coloma de Farnés el 1925. La seva mare era modista de Riudarenes i de petita va anar a viure a Lloret de Mar. L’Evangelina va fer el batxillerat al Col·legi Vedruna de Granollers, on després va fer classes durant uns quants anys. També va donar classes a l'Institut de Granollers, actual IES Antoni Cumella, i a d'altres escoles de la comarca, després d’estudiar ciències físiques a la Universitat de Barcelona, on es va llicenciar el 1970, amb la tesi de grau "Estudio de la radiación solar global en Barcelona".

### Trajectòria científica
Va ser professora ajudant de la càtedra de física atmosfèrica de la Universitat de Barcelona (Departament d’Astronomia i Meteorologia), on va iniciar la seva tesi de doctorat. El 1976 es va traslladar a Madrid perquè la van contractar com a responsable del grup Atmosfera Neutra de la Comisión Nacional de Investigación del Espacio, situat a l’Instituto Nacional de Técnica Aeroespacial (Torrejón de Ardoz). Va ser-hi dos anys i, després de doctorar-se Cum Laude a la Universitat de Barcelona amb una tesi sobre "Climatología de la radiación solar global en España" (dirigida per Manuel Puigcerver Zanón), va anar contractada com a científica al Departament de Recerca del Centre Europeu de Previsions Meteorològiques a Mitjà Termini (CEPMMT, o ECMWF, European Centre for Medium-Range Weather Forecasts en anglès), a Reading, Gran Bretanya.Les seves activitats es varen centrar en el diagnòstic global de l'atmosfera per mètodes numèrics.
El 1983 va anar a l'Agència Espacial Europea (ESA), per treballar en el grup d'explotació de satèl·lits de teledetecció de l'ESA, a Frascati, prop de Roma. Entre d'altres encàrrecs,  es va ocupar del tractament, l'arxiu i les aplicacions meteooceanogràfiques de les dades dels satèl·lits de teledetecció ERS. El 1994 la van nomenar cap de missió dels satèl·lits meteorològics fets per l'ESA (Meteosat de Segona Generació M S G i MetOp), primer a París durant cinc anys i després novament a Itàlia. S'ocupà també de les relacions amb els futurs usuaris d'aquests satèl·lits i va mantenir contactes amb organismes internacionals com l'Organització Meteorològica Mundial (OMM), Eumetsat, UNESCO, ECMWE, Coordination Group for Meteorological Satellites (CGMS), etc.
Ha participat i/o organitzat un centenar de congressos, seminaris, tallers de treball i cursos, tant nacionals com internacionals, relacionats sobretot amb la teledetecció, la meteorologia satel·litària i la física atmosfèrica. Té publicats més de cinquanta articles sobre aquests temes.
També ha fet divulgació dels seus coneixements i experiència professional com, per exemple, en la seva participació en el XII Encuentro de Profesorado de Ciencias de la Tierra y del Medio Ambiente de Bachillerato, que va tenir lloc el 27 de gener de 2012, a la seu de CosmoCaixa de l’Obra Social de la Fundació La Caixa (Barcelona), amb el títol «Conocimiento geológico de la Tierra desde el espacio. Nuevos caminos para conocer mejor la dinámica terrestre», coordinat pels professors Pere Busquets, Antoni Domínguez, Isabel Cacho y Xavier Delclòs de la Facultat de Geologia de la UB i Esther Codina (CosmoCaixa).
En diverses entrevistes ha explicat l’abast i la importància de les tasques professionals que ha desenvolupat, així com les innovacions que s’han produït en la recerca i les aplicacions de la teledetecció.
És membre de l'Associació Catalana de Meteorologia, de la Societat Catalana de Ciències Físiques, de la Asociación Meteorológica Española, de la Asociación Española de Teledetección, de la Asociación Española de Climatología, de la Real Sociedad de Ciencias Físicas y Químicas i de la Royal Meteorological Society. També ha representat l'ESA a l'European Meteorological Society EMS.